# 여감방
《여감방》(Red Heat)은 미국에서 제작된 로버트 콜렉터 감독의 1985년 스릴러 영화이다. 린다 블레어 등이 주연으로 출연하였고 마리오 카서 등이 제작에 참여하였다.

## 출연

### 주연
- 린다 블레어
- 실비아 크리스텔

### 조연
- 수 키엘
- 윌리엄 오스트랜더
- 엘리자베스 보크먼
- 허브 안드레스